# Vandervelde (métro de Bruxelles)
 (août 2025).
Si vous disposez d'ouvrages ou d'articles de référence ou si vous connaissez des sites web de qualité traitant du thème abordé ici, merci de compléter l'article en donnant les références utiles à sa vérifiabilité et en les liant à la section « Notes et références ».
Pour les articles homonymes, voir Vandervelde.
Vandervelde est une station de la ligne 1 du métro de Bruxelles située à Bruxelles, sur la commune de Woluwe-Saint-Pierre.

## Situation
La station se trouve sous l'avenue Émile Vandervelde qui lui donne son nom.
Elle est située entre les stations Roodebeek et Alma sur la ligne 1.

## Histoire
Cette station a été inaugurée en 1982, lors du prolongement de l'ancienne ligne 1B de Tomberg vers Alma.

## Service aux voyageurs

### Accès
La station compte deux accès :
- Accès no 1 : situé côté nord de l'avenue Émile Vandervelde (accompagné d'un escalator et d'un ascenseur à proximité) ;
- Accès no 2 : situé côté sud de l'avenue Émile Vandervelde (accompagné d'un escalator et d'un ascenseur à proximité).

Sur les murs des quais, une fresque du peintre Paul De Gobert, La grande taupe et le petit peintre, ouvre l'espace souterrain sur un vaste paysage réimaginé et évoquant la vallée de la Woluwe avant son urbanisation.

### Quais
La station est de conception classique avec deux voies encadrées par deux quais latéraux.

### Intermodalité
La station est desservie par la ligne E12 du réseau TEC et, la nuit, par la ligne N05 du réseau Noctis.

## À proximité
- Le quartier du Kapelleveld (Chapelle-aux-Champs), dans le prolongement de l'avenue Émile Vandervelde, est un quartier résidentiel où la concentration d'étudiants est très forte (une dizaine de milliers environ). Hormis ceux étudiant à l'UCL (et notamment aux Cliniques universitaires Saint-Luc derrière le quartier), s'y trouvent de nombreuses écoles spécialisées. Le quartier est aménagé entre les résidences particulières et les kot étudiants, qui bénéficient de plusieurs structures facilitant leur contact avec la société civile (Commissariat de police, magasins de vêtements, Poste jusqu'en février 2009, Laverie, centre sportif de la Woluwe). Le quartier reste une cité-jardin bruxelloise réputée (voir la Cité-jardin de Kapelleveld).
- Le Moulin à vent de Woluwe-Saint-Lambert, érigé près du virage surplombant les parkings de l'UCL, avenue Emmanuel Mounier, dans la prairie de l'Hof ter Musschen, près de l'avenue Hippocrate et du boulevard de la Woluwe.